# Buntspecht (Band)
Buntspecht ist eine sechsköpfige österreichische Indie-Pop-Band aus Wien. Ihr Musikstil wird als Indie-Pop mit Einflüssen von Gypsy-Jazz, Bossa Nova, Wienerlied und Folk beschrieben.

## Geschichte
Klein, Lang und Scheicher waren bereits befreundet, bevor sie Musik miteinander machten. Als die drei Chytka im Jahr 2016 kennenlernten, entstand die Idee Buntspecht zu gründen.
Ihre ersten Aufnahmen entstanden in einem improvisierten Studio in einer Gartenhütte. Dort nahmen sie auch ihr Debütalbum Großteils Kleinigkeiten auf, welches 2018 vom Label Phat Penguin Records veröffentlicht wurde. Es folgten Auftritte in ganz Österreich und auch in einigen Städten in Deutschland.
Bereits 2019 folgte das zweite Album Draußen im Kopf, das ebenfalls in Eigenregie, aber unter professionelleren Bedingungen, entstand. Damit schafften sie den Sprung in die Top 10 der österreichischen Albumcharts.
Mit dem noch 2019 erschienenen Wer jagt mich wenn ich hungrig bin, mit einer Gesamtspielzeit von unter 26 Minuten von der Band selbst als „Halbum“ bezeichnet, begann der Übergang in die von Klein und Scheicher angeführte Eigenproduktion der Musik.
2021 folgte dann das dritte vollwertige Album Spring bevor du fällst. Die Texte auf dem Album behandeln unter anderem die Isolation unter der COVID-19-Pandemie.
2022 war die Band neben Bibiza, Eli Preiss, Cari Cari und Granada für den FM4 Award im Rahmen der Amadeus Austrian Music Awards nominiert.
An das Gestern, das nie Morgen wurden darfte. Ich warte erschien am 10. November 2023.
Im März 2025 erschien schließlich das neueste Album Konstrukt 5, womit die Band 2025 und 2026 auf Tour geht.

## Diskografie

### Alben
- Großteils Kleinigkeiten (2018)
- Draußen im Kopf (2019)
- Wer jagt mich wenn ich hungrig bin (2019)
- Spring bevor du fällst (2021)
- An das Gestern, das nie Morgen wurden darfte. Ich warte (2023)
- Konstrukt 5 (2025)

### EPs
- Paradies (2021)

### Singles
- Brennnesseln (2017)
- Hinterkammerl (2018)
- Briefbomben (2018)
- Der rote Pfau (2018)
- Trümmerträumer (2019)
- Kind (2019)
- Unter den Masken (2019)
- Rotweinmund (2019)
- Mordlust (2019)
- Boje (2019)
- Benütz Mich (2021)
- Kurzes Spiel (2021)
- Von langen Nächten (2021)
- Majorelika (2022)
- Mojo Risin (2023)
- Schlauer Fisch (2023)
- Alles bricht (Lächerlich) (2023)
- Blüte (2023)
- Im Fluss (2024)